# Locomotiva FS 167
Le locomotive FS 167 sono state un gruppo di locomotive a vapore delle Ferrovie dello Stato italiane (FS).

## Storia
Le locomotive in oggetto erano state costruite dalla fabbrica Escher Wyss di Zurigo su ordinativo della Società generale delle Strade Ferrate Romane in numero di 4 unità e immatricolate come SFR 441-444; come tali, nel 1865 erano confluite nel parco delle Strade Ferrate Romane. Nel 1885 conseguentemente alla divisione della rete ferroviaria furono assegnate alla Rete Mediterranea che le immatricolò come RM 2449-2452. Nel 1905 le aziende ferroviarie vennero riscattate dalle FS e con esse il materiale rotabile; dopo un breve servizio presso l'azienda di Stato a causa delle loro modeste velocità e prestazioni vennero radiate e demolite.

## Caratteristiche
La locomotive del gruppo FS 167, avevano una impostazione generale molto simile a quella delle FS 164 (gruppo 100 della Rete Adriatica) in quanto appartenenti allo stesso ordinativo della SFR che poi era stato suddiviso. Erano a due assi motori accoppiati di diametro piuttosto grande (1850 mm) e asse anteriore portante.
La caldaia produceva vapore saturo. 
Il motore era a due cilindri gemelli esterni al telaio, con distributori a cassetto piano, interni ad esso. Il meccanismo della distribuzione era del tipo Stephenson.